# Foro romano de Itálica
El foro romano de Itálica fue construido en la que fue primera ciudad romana en la Hispania romana, Itálica, situada en el actual término municipal de Santiponce (provincia de Sevilla), en Andalucía (España), que fue fundada en el año 206 a. C.

## Descubrimiento
Fue descubierto en las excavaciones que tuvieron lugar en las ruinas de Itálica, a pocos kilómetros de Sevilla, dirigidas por la arqueóloga Pilar León. El hallazgo se registró en la finca denominada El Palacio, a medio camino del cementerio y el núcleo urbano de Santiponce.

## Historia
El foro romano fue mandado construir en la época del emperador Adriano. 

## Características arquitéctonicas y usos
El foro medía unos 100 m de longitud y tenía una altura calculada de 9 m, y formaba parte de la nueva urbe construida en Itálica, como expresión del esplendor de la ciudad después de que había dado a Roma dos emperadores, Adriano y Trajano. 
En el centro de la explanada del foro había una losa de cimentación, que podría ser la base del pórtico de un templo presuntamente levantado en honor del emperador Trajano.
Los restos del foro están casi en su totalidad debajo de las casas del casco urbano de Santiponce.
Actualmente, las ruinas de Itálica sirven de decorado para los espectáculos y actividades culturales que se programan en los meses de verano.